# Tweede Kamerverkiezingen in het kiesdistrict Amersfoort (1888-1918)

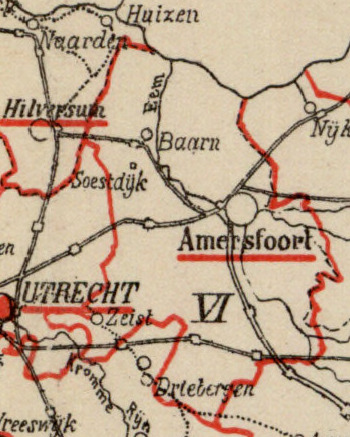
Kiesdistrict Amersfoort (1888)

Tweede Kamerverkiezingen in het kiesdistrict Amersfoort (1888-1918) geeft een overzicht van verkiezingen voor de Nederlandse Tweede Kamer in het kiesdistrict Amersfoort in de periode 1888-1918.
Het kiesdistrict Amersfoort was al ingesteld in 1848. De indeling van het kiesdistrict werd gewijzigd na de grondwetsherziening van 1887; tevens werd het kiesdistrict toen omgezet in een enkelvoudig district. Tot het kiesdistrict behoorden vanaf dat moment de volgende gemeenten: Amersfoort, Baarn, Bunschoten, Doorn, Eemnes, Hoogland, Leusden, Maarn, Soest, Stoutenburg, Woudenberg en Zeist. 
In 1897 werd de indeling van het kiesdistrict gewijzigd. Een gedeelte van het kiesdistrict Utrecht (de gemeenten Achttienhoven, De Bilt, Maartensdijk en Westbroek) werd toegevoegd aan het kiesdistrict Amersfoort.
Het kiesdistrict Amersfoort vaardigde in dit tijdvak per zittingsperiode één lid af naar de Tweede Kamer.
Legenda
- cursief: in de eerste verkiezingsronde geëindigd op de eerste of tweede plaats, en geplaatst voor de tweede ronde;
- vet: gekozen als lid van de Tweede Kamer.

## 6 maart 1888
De verkiezingen werden gehouden na vervroegde ontbinding van de Tweede Kamer.
|                                      | 6 maart |
| ------------------------------------ | ------- |
| Kiesgerechtigden                     | 2.945   |
| Opkomst                              | 2.463   |
| Geldige stemmen                      | 2.450   |
| Blanco stemmen                       | 7       |
| Kandidaten                           |         |
| T.A.J.van Asch van Wijck             | 1.624   |
| H.J.H. van Boetzelaer van Oosterhout | 821     |

## 27 maart 1888
Titus van Asch van Wijck was bij de verkiezingen van 6 maart 1888 gekozen in twee kiesdistricten, Amersfoort en Kampen. Hij opteerde voor Kampen, als gevolg waarvan in Amersfoort een naverkiezing gehouden werd.  
|                                      | 27 maart |
| ------------------------------------ | -------- |
| Kiesgerechtigden                     | 2.945    |
| Opkomst                              | 2.342    |
| Geldige stemmen                      | 2.335    |
| Blanco stemmen                       | 5        |
| Kandidaten                           |          |
| Æ. Mackay                            | 1.443    |
| H.J.H. van Boetzelaer van Oosterhout | 890      |

## 16 mei 1888
Æneas Mackay, gekozen bij de verkiezingen van 27 maart 1888, nam zijn benoeming niet aan vanwege zijn toetreding op 21 april 1888 tot het na de verkiezingen geformeerde kabinet-Mackay. Om in de ontstane vacature te voorzien werd een naverkiezing gehouden.
|                                      | 16 mei |
| ------------------------------------ | ------ |
| Kiesgerechtigden                     | 2.945  |
| Opkomst                              | 1.727  |
| Geldige stemmen                      | 1.713  |
| Blanco stemmen                       | 11     |
| Kandidaten                           |        |
| J.E.N. Schimmelpenninck van der Oye  | 1.326  |
| J. Heemskerk                         | 342    |
| H.J.H. van Boetzelaer van Oosterhout | 36     |

## 9 juni 1891
De verkiezingen werden gehouden na ontbinding van de Tweede Kamer.
|                                     | 9 juni | 23 juni |
| ----------------------------------- | ------ | ------- |
| Kiesgerechtigden                    | 3.059  | 3.059   |
| Opkomst                             | 2.156  | 2.246   |
| Geldige stemmen                     | 2.152  | 2.227   |
| Blanco stemmen                      | 3      | 14      |
| Kandidaten                          |        |         |
| J.E.N. Schimmelpenninck van der Oye | 901    | 1.325   |
| W.H.J. Rooijaards                   | 709    | 902     |
| M. de Ras                           | 522    |         |

## 10 april 1894
De verkiezingen werden gehouden na ontbinding van de Tweede Kamer.
|                       | 10 april |
| --------------------- | -------- |
| Kiesgerechtigden      | 3.152    |
| Opkomst               | 2.190    |
| Geldige stemmen       | 2.167    |
| Blanco stemmen        | 21       |
| Kandidaten            |          |
| F.D. Schimmelpenninck | 1.379    |
| J.H. de Waal Malefijt | 773      |

## 15 juni 1897
De verkiezingen werden gehouden na ontbinding van de Tweede Kamer.
|                           | 15 juni | 25 juni |
| ------------------------- | ------- | ------- |
| Kiesgerechtigden          | 6.994   | 6.994   |
| Opkomst                   | 5.728   | 4.859   |
| Geldige stemmen           | 5.670   | 4.821   |
| Blanco stemmen            | 58      | 38      |
| Kandidaten                |         |         |
| F.D. Schimmelpenninck     | 2.682   | 3.333   |
| T.A.J. van Asch van Wijck | 1.353   | 1.488   |
| W.H.de Beaufort           | 1.283   |         |
| C.A. Zelvelder            | 352     |         |

## 14 juni 1901
De verkiezingen werden gehouden na ontbinding van de Tweede Kamer.
|                           | 14 juni |
| ------------------------- | ------- |
| Kiesgerechtigden          | 7.046   |
| Opkomst                   | 4.553   |
| Geldige stemmen           | 4.393   |
| Blanco stemmen            | 160     |
| Kandidaten                |         |
| T.A.J. van Asch van Wijck | 2.632   |
| C. Roëll                  | 838     |
| J. Oudegeest              | 431     |
| A.J.A. Thomas             | 412     |
| W. Wijck                  | 80      |

## 20 augustus 1901
Titus van Asch van Wijck, gekozen bij de verkiezingen van 27 maart 1888, nam zijn benoeming niet aan vanwege zijn toetreding op 1 augustus 1901 tot het na de verkiezingen geformeerde kabinet-Kuyper. Om in de ontstane vacature te voorzien werd een naverkiezing gehouden.
|                         | 20 augustus |
| ----------------------- | ----------- |
| Kiesgerechtigden        | 7.046       |
| Opkomst                 | 4.549       |
| Geldige stemmen         | 4.499       |
| Blanco stemmen          | 50          |
| Kandidaten              |             |
| H.W. van Asch van Wijck | 2.410       |
| W.H. de Beaufort        | 2.089       |

## 16 juni 1905
De verkiezingen werden gehouden na ontbinding van de Tweede Kamer.
|                         | 16 juni |
| ----------------------- | ------- |
| Kiesgerechtigden        | 9.416   |
| Opkomst                 | 8.568   |
| Geldige stemmen         | 8.516   |
| Blanco stemmen          | 52      |
| Kandidaten              |         |
| H.W. van Asch van Wijck | 4.485   |
| W.H. de Beaufort        | 3.592   |
| F. van der Goes         | 330     |
| A.P. Staalman           | 109     |

## 11 juni 1909
De verkiezingen werden gehouden na ontbinding van de Tweede Kamer.
|                         | 11 juni |
| ----------------------- | ------- |
| Kiesgerechtigden        | 10.300  |
| Opkomst                 | 7.917   |
| Geldige stemmen         | 7.823   |
| Blanco stemmen          | 94      |
| Kandidaten              |         |
| H.W. van Asch van Wijck | 4.725   |
| W.H. de Beaufort        | 2.469   |
| J. van Leeuwen          | 629     |

## 17 juni 1913
De verkiezingen werden gehouden na ontbinding van de Tweede Kamer.
|                         | 17 juni | 25 juni |
| ----------------------- | ------- | ------- |
| Kiesgerechtigden        | 12.193  | 12.193  |
| Opkomst                 | 11.030  | 11.639  |
| Geldige stemmen         | 10.900  | 11.586  |
| Blanco stemmen          | 130     | 53      |
| Kandidaten              |         |         |
| W.H. de Beaufort        | 5.007   | 5.950   |
| H.W. van Asch van Wijck | 5.118   | 5.636   |
| J. van Leeuwen          | 775     |         |

## 15 juni 1917
De verkiezingen werden gehouden na ontbinding van de Tweede Kamer.
|                  | 15 juni |
| ---------------- | ------- |
| Kiesgerechtigden | 14.218  |
| Opkomst          | 5.034   |
| Geldige stemmen  | 4.905   |
| Blanco stemmen   | 129     |
| Kandidaten       |         |
| W.H. de Beaufort | 4.411   |
| J.F. Baerveldt   | 342     |
| M.C.van Wijhe    | 152     |

## Opheffing
De verkiezing van 1917 was de laatste verkiezing voor het kiesdistrict Amersfoort. In 1918 werd voor verkiezingen voor de Tweede Kamer overgegaan op een systeem van evenredige vertegenwoordiging met kandidatenlijsten van politieke partijen.